# Section de la République
La section de la République était, sous la Révolution française, une section révolutionnaire parisienne.

## Représentants
Elle était représentée à la Commune de Paris par :
- Jean Baptiste Avril, né en 1750 où 1751, négociant, il demeure 281, rue de La Pépinière.
- Jean Devèze, né en 1741, charpentier. Commissaire de la section, il est également juré au Tribunal révolutionnaire. Il demeure rue de La Pépinière.
- Pierre Jacques Robin, graveur, il fait fonction de juge de paix de la section et habite 1398, rue de Surène.

## Historique
Cette section tout d’abord se nomma « section du Roule », de 1790 à 1793. En octobre 1792, elle prit le nom de « section de la République » et reprit son nom initial, « section du Roule », en prairial an III (mai-juin 1795).

## Territoire
Tout le quartier de l'Europe, avec une partie des quartiers de la Madeleine et Saint-Georges.

## Limites
La rue du Faubourg-du-Roule et du Faubourg-Saint-Honoré, à gauche, en prenant de la barrière, jusqu’à la rue de la Madeleine ; la rue de la Madeleine, à gauche, de l'Arcade, à gauche ; de la Pologne, à gauche, depuis la rue de la Pologne jusqu'à la rue de Clichy, à gauche ; la rue de Clichy, à gauche, jusqu'à la barrière ; les murs depuis la barrière du Roule jusqu'à la barrière de Clichy.

## Intérieur
Les rues de Chartres, de Monceau, de Courcelles, de la Nouvelle-Pépinière, de la Pépinière, des Rochers, partie de celle Saint-Lazare, les rues Verre, de Miromesnil, Roquépine, Neuve-Sainte-Croix, des Saussaies, de la Ville-l'Évêque, d'Astorg, d'Anjou, Quatremer, de Duras, du Marché d'Aguesseau, de Suresnes, etc. ; et généralement tous les rues, culs-de-sac, places enclavés dans cette limite.

## Local
La section de la République se réunissait dans l’église du couvent des Capucins de la Chaussée-d'Antin (actuelle église Saint-Louis-d’Antin), située à l’emplacement de l’actuel lycée Condorcet, 65, rue de Caumartin.

## Population
11 380 habitants, dont 1 497 ouvriers et 1 365 économiquement faibles. La section comprenait 1 300 citoyens actifs.

## 9 Thermidor an II
Lors de la chute de Robespierre, la section de la République soutint la Convention nationale lors de la chute de Maximilien de Robespierre le 9 thermidor an II (27 juillet 1794) ; aucun de ses représentants à la Commune de Paris ne prêta serment.

## Évolution
Après le regroupement par quatre des sections révolutionnaires par la loi du 19 vendémiaire an IV (11 octobre 1795) qui porte création de 12 arrondissements, la présente section est maintenue comme subdivision administrative, puis devient, par arrêté préfectoral du 10 mai 1811, le quartier du Roule (1er arrondissement de Paris).